# Баджалията
Скалното светилище Баджалията се намира на около 2 km западно от с. Стрелково (Област Силистра).
Разположено е на сухото поречие на р. Табан.

## Археологическо проучване
Обектът е проучен от българските археолози Диана Гергова и Георги Атанасов през 2004 г., но е документиран при по-ранни теренни проучвания. Светилището е част от сакрален комплекс включващ пет скални светилища, където са открити следи от човешка дейност (каменен трон, скална площадка с улей), разположени в суходолието на Канъгьол. На високото скално плато е разположен голям могилен некропол, който оформя със светилищата в долината един култово-погребален ансамбъл.
По време на археологическото проучване е осъществено геодезично заснемане и са извършени астрономически измервания. Проучени са и част от разположените на високото плато скални ями, които са свързани помежду си от пещери, разположени на височина 13 m над долината и отворени на запад, както и участък от културния пласт с дебелина около 2,50 m в подножието на пещерите, оформен вследствие на ритуална дейност извършвана на мястото.
По време на проучването научният екип констатиран голям иманярски изкоп, който е свързан с информация за намерено съкровище от елинистически монети. При почистването на пещерата са открити следи от силно разрушена овъглена глинена замазка. В заложения сондаж не е установена стратиграфия, поради силните иманярски разрушения.
Откритите археологически материали – предимно керамика, сочат продължителното функциониране на светилището от ранната Желязна епоха до Късната античност. Открити са фрагменти от керамика тип Басараби, ръчно изработена керамика от Ранната и късна Желязна епоха, фрагменти от сива тракийска керамика и вносна гръцка такава – кантароси, червенолакова керамика и фрагменти от амфори. Сред металните находки са бронзова фибула тракийски тип, бронзова монета, бронзови и железни фибули от Късно Елинистическата и Римската епоха.
Култовото място е използвано от населяващите региона на Силистра в древността тракийско племе Гети.